# Benedikt Falszewski
Benedikt Falszewski (* 20. Januar 1982) ist ein deutscher Politiker (SPD). Er ist seit 2022 Abgeordneter im Landtag von Nordrhein-Westfalen.

## Leben
Benedikt Falszewski war als Sachbearbeiter für die Bundestagspräsidentin Bärbel Bas in ihrem Wahlkreisbüro tätig.
Zwischen 2014 und 2022 war er Mitglied im Rat der Stadt Duisburg und zudem stellvertretender Vorsitzender der SPD-Fraktion. Weiterhin ist er Mitglied des Ruhrparlaments. Bei der Landtagswahl in Nordrhein-Westfalen 2022 gewann er das Direktmandat im Landtagswahlkreis Duisburg II und zog als Abgeordneter in den Landtag von Nordrhein-Westfalen ein.